# Apatania fimbriata
Apatania fimbriata là một loài Trichoptera trong họ Apataniidae. Chúng phân bố ở miền Cổ bắc.